# Szynggyrłau
Szynggyrłau (t. Utwa, Szyngirlau, Czyngirlau; kaz.: Шыңғырлау, Утва; ros.: Утва, Шингирлау, Чингирлау) – rzeka w północno-zachodnim Kazachstanie, lewy dopływ Uralu w zlewisku Morza Kaspijskiego. Długość – 290 km, powierzchnia zlewni – 6940 km², średni przepływ (we wsi Grigoriewka) – 3,8 m/s, maksymalny przepływ – 227 m/s, minimalny przepływ – 0,19 m/s. Reżim śnieżny.
Płynie przez zachodni skraj Wyżyny Przeduralskiej w kierunku północno-zachodnim i uchodzi do Uralu na odcinku granicznym. Latem częściowo wysycha. Zamarza w grudniu, rozmarza w połowie kwietnia. Wody używane do nawadniania.